# Paul F. Clark
Pour les articles homonymes, voir Paul Clark.
Paul Fenimore Clark, né le 14 juillet 1861 et mort le 2 juin 1932, est un homme politique dans l'état du Nebraska.

## Biographie
Paul F. Clark est né à Green Lake, Wisconsin le 14 juillet 1861, il est le fils de John Averill Clark et de Laura Cornelia Pomeroy Clark. Il a passé son enfance sur une ferme à Saint-Édouard, au Nebraska et a fréquenté l'université du Nebraska. Il a été membre des francs-maçons,. Après avoir pris sa retraite vers 1912, lui et sa femme ont déménagé en Californie. Clark est mort le 2 juin 1932, à Willow Glen, San Jose, Californie.

## Carrière
Il a servi en tant que membre de la Chambre des Représentants du Nebraska (en), élu en 1905. Il a été un candidat malheureux pour le Représentant des États-Unis du Nebraska en 1912